# Гонсало Хіменес де Кесада
Гонса́ло Хіме́нес де Кеса́да (ісп. Gonzalo Jiménez de Quesada; 1500—1579) — іспанський конкістадор, який відкрив та підкорив державу індіанців муїсків, заснував місто Богота. Мав прізвисько «Лицар Ельдорадо».

## Молоді роки
Народився Гонсало у місті Кордова у сім'ї маранів (хрещених євреїв). Його родина була ремісницькою, займалася фарбувальною та ткацькою справою, володіла чималим статком.
Батько Гонсало зміг стати канцеляристом, обов'язки якого включали виконання функцій нотаріуса, адвоката, торговельного посередника. Фінансові можливості сім'ї дозволили Гонсало здобути освіту в найкращому на той час університеті Європи у Саламанці. Тут Гонсало де Кесада навчався 10 років, вивчав юридичні науки, медицину, стародавні мови, географію, мистецтво навігації.
Після університету де Кесада почав службу при королівському суді Гранади. Сюди ж переїхала уся сім'я Кесади. Але внаслідок шахрайства дядька Кесади родина втратила весь статок. Наприкінці 1535 року Гонсало та його брати вимушені були покинути Іспанію та перебратися до Америки.

## Похід на пошуки Ельдорадо
У лютому 1536 року Гонсало прибув у Санта-Марту, невеличку колонію на березі Карибського моря. Незабаром іспанський губернатор спорядив Гонсало до витоків річки Магдалена. 5 квітня того ж року експедиція вирушила. До її складу входило 600 піхотинців та 70 кіннотників. До Магдалени експедиція Кесада повинна була рухатися по суходолу, а у гирлі Магдалени зустрітися з бригантинами, що пливли морем. Але частина з кораблів загинула, інші вирушили до Панами. Тільки у вересні Кесада зустрів бригантину, яку губернатор послав замість зниклих. Шлях експедицію до річки пролягав через сельву. Шлях був настільки важким, що спалахнув бунт. Але Кесада без застосування насильства, за допомогою яскравої промови зміг погасити невдоволення.
Незабаром почали траплятися індіанські поселення. Від них Кесада довідався, що десь у горах є країна золота, смарагдів та солі. Експедиція повернула до притоки Магдалени річки Опон, добралася до передгір'я Кордильєр, перейшла через них та вийшла на велике плоскогір'я. Тут іспанці зустріли муїсків, які вирішили що конкістадори сини Сонця та Місяця. Почали ставитися до них як до богів. Кесада заборонив силою забирати у індіанців коштовності. Іспанці виконували наказ доки один з них — Хуан Гордо — не пограбував одного із почту правителя муїсків. Тоді Кесада засудив Гордо до страти, що й було виконано.

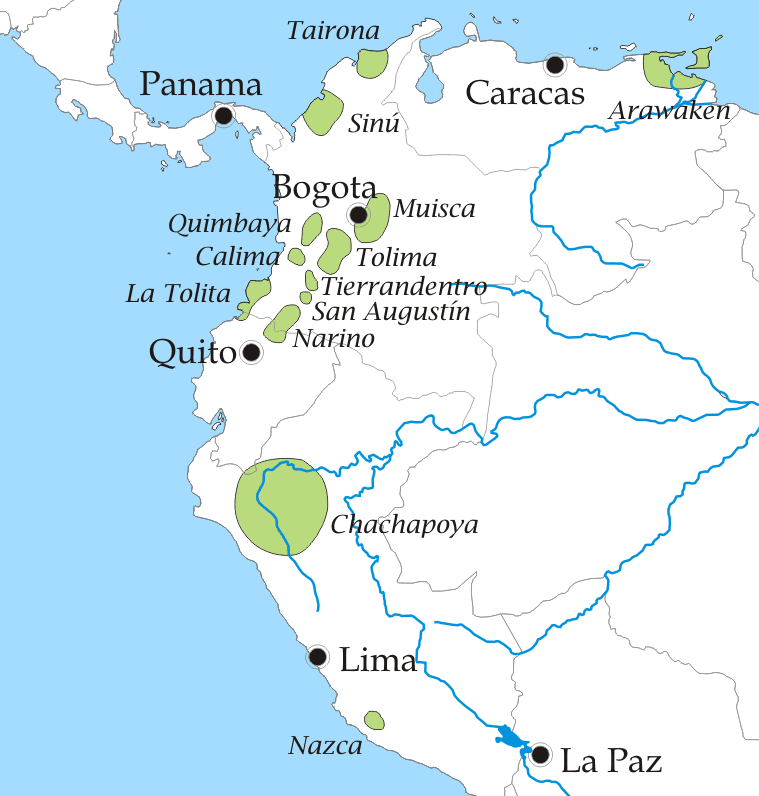
Індіанські держави

Військо іспанців пройшло долину з солоними озерами та вийшло у долину Сабана де Мускета, де володарював могутній правитель, сіпа Тіскесусе. Мускетою називалася його столиця, яка в іспанській вимові перетворилася на Боготу. Місто було величне та багате. Із замками та храмами, які були покриті золотими пластинами. Сіпа Тискесуса вирішив збройно виступити проти іспанців. 5 квітня 1537 поблизу селища Суба відбувся бій. Перемогли іспанці. 21 квітня Кесада зайшов у Боготу, яку залишив правитель та жителі. Усі скарби були забрані. Почали підпали, скеровані сіпою. Тим часом незадоволені верховним правителем племена почали переходити на бік Кесади. Серед них був й Гуаска Тикісоке (Ширяючий орел) — Великий Гуатавіта, у володіннях якого знаходилося озеро Гуатавіта. В цьому озері відбувався легендарний обряд омивання Ельдорадо. Кесада встановив з Гуаска дружні стосунки. Завдяки Гауски іспанці отримали багато золота та смарагдів, а також суттєво розширили свої володіння. Надалі Гуатавіта прийняв християнство та мав ім'я Фернандо де Гуатавіта. Після того, як Кесада покинув Боготу, іспанці жорстоко вбили Гуатавіту, звинувативши його у зраді.
Частина з правителів муїсків продовжували боротьбу, зокрема володар північних муїсків Кемуінчаточа. Кесада напав на його загони, розбив їх, а столицю північних муїсків — Хунзу (Тунху) — пограбував. Тут іспанці здобули величезну здобич. Іншим супротивником іспанців був правитель Сугамуші (Сагамосо). І тут іспанські конкістадори на чолі із Гонсало де Кесада перебили муїсків, знищивши храм Сонця. До 1539 року майже уся країна муїсків була підкорена Кесадою (деякий спротив тривав ще рік). Нові землі були оголошені володінням Іспанії та отримали назву Нова Гранада. Столицею нової провінції стала Богота. Здобич була значна — 38259 песо золота вищої проби, 7257 низької проби, 3690 песо золотого та срібного брухту, 363 смарагди. Не все було здобуто за допомогою насильства на відміну від Кортеса чи Пісарро. Кесада більш полюбляв домовлятися з індіанськими володарями. Кесада не допускав тортур. За відсутності Кесади іспанці поводилися жорстокоіше. Наприклад брат Гонсало Ернандо де Кесада особисто катував правителя Сагіпу, домагаючись значного викупу. Кесада вже збирався вирушити до Іспанії із звітом про похід, коли у березні 1539 року у землі муїсків прийшли загони інших конкістадорів — німця Ніколаса Федермана та сподвижника Пісарро Белалькасара. Виникла загроза збройної сутички, але Кесада зумів за допомогою дипломатії домовитися з новоприбулими — вирішили передати справу на розгляд у Раді Індій.
У липні 1539 Кесада, Федерман та Белалькасар прибули в Іспанію. У підсумку Белалькасар отримав губернаторство, Федерман тяжбу із своїми хазяями — банкірами Вельзерами, Кесада — звинувачення у приховуванні частини здобичі від корони. Тільки через декілька років Гонсало де Кесада було виправдано. Він повернувся у Нову Гранаду. Кесада отримав право на герб, звання маршала королівства Нова Гранада, звання алькальда її столиці — Санта-Фе, щорічну ренту в 2 тисячі дукатів і три заможних поселення. Але він не став губернатором, хоча протягом 30 років захищав поселенців від жорстокості влади та можновладців. У цей час Кесада займався письменництвом. Написав «Аннали імператора Карла V», «Різницю у військовому мистецтві Старого та Нового Світу», книгу проповідей.
На початку 1569 року на власні кошти Кесада організував нову експедицію по льяносах річки Оріноко. У похід вирушило 500 вояків, 8 священників та монахів. Експедиція виявилася напрочуд невдалою. Повернулося декілька чоловіків, сам Кесада ледве врятувався.
15 лютого 1579 Гонсало де Кесада помер від прокази. Після нього залишився борг у розмірі 60 тисяч дукатів.

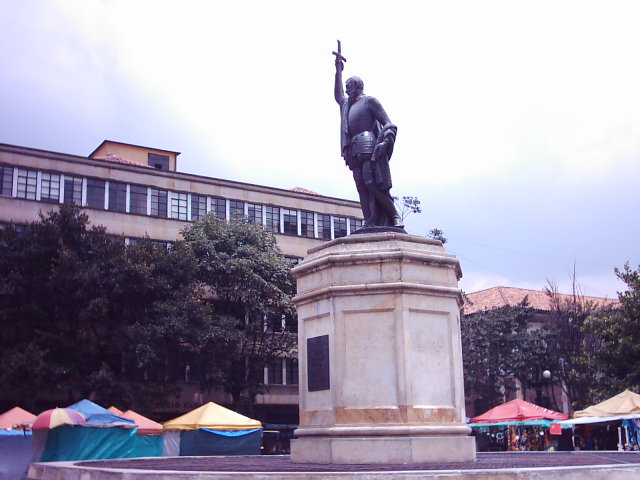
Пам'ятник Гонсало Хіменесу де Кесада. Богота. Колумбія

Сьогодні в Колумбії Гонсало де Кесада шанують як засновника нації. Його поховано у бронзовому саркофазі у церкві Святого Хреста у Боготі.